# Bogata de Jos, Cluj
Bogata de Jos este un sat în comuna Vad din județul Cluj, Transilvania, România.

## Bibliografie

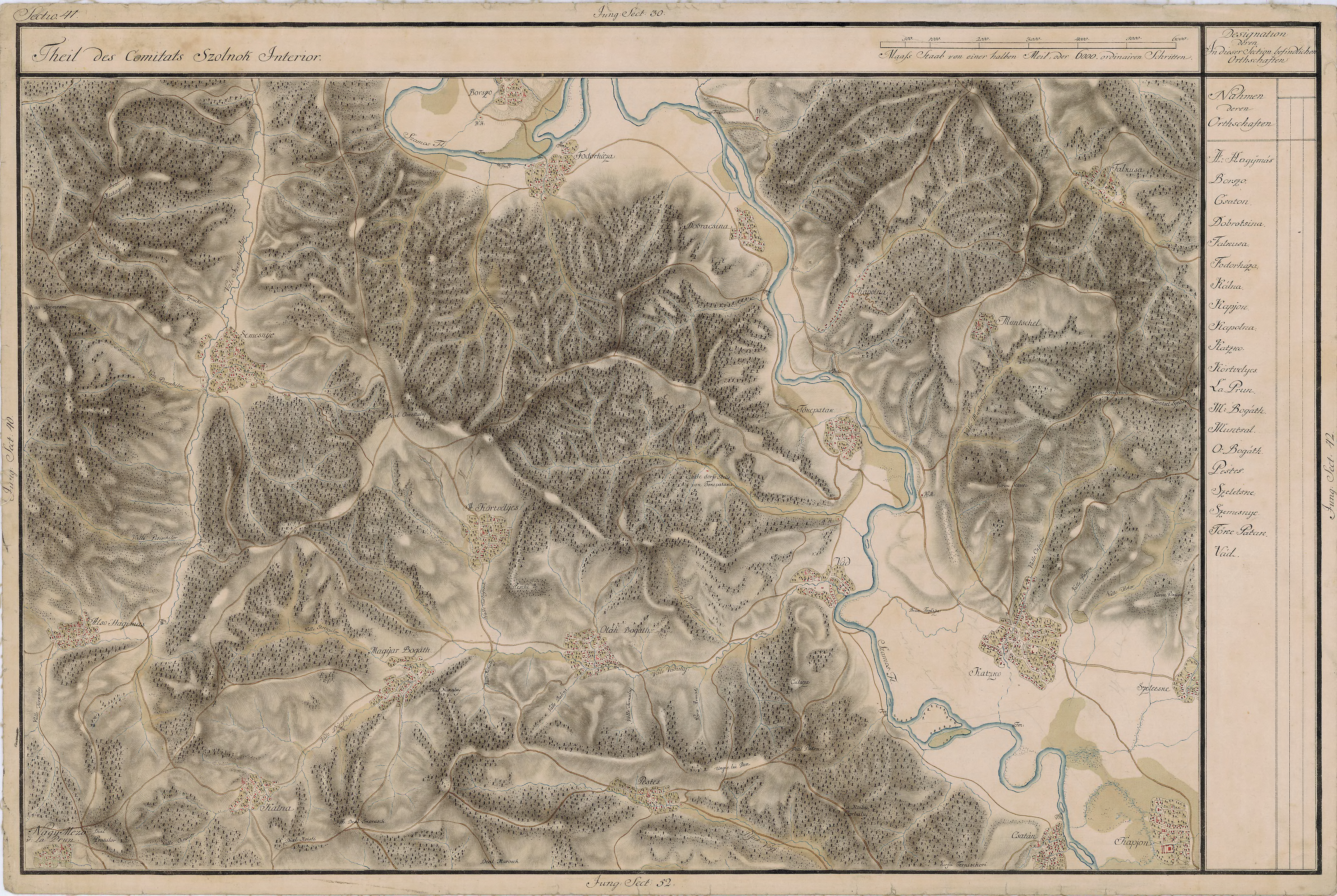
Bogata de Jos în Harta Iosefină a Transilvaniei, 1769-1773

## Imagini

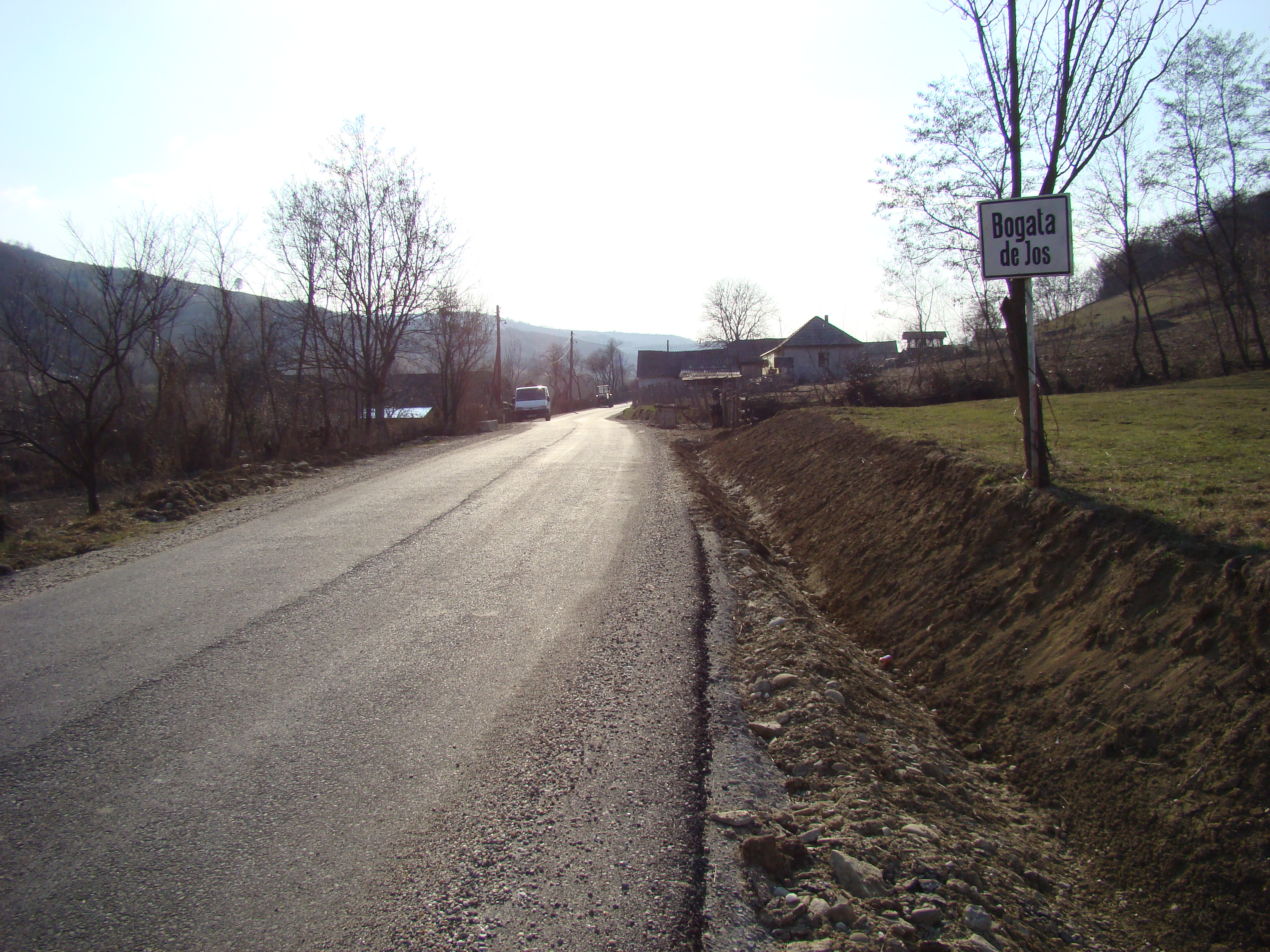